# Cacoecimorpha
Cacoecimorpha pronubana (tên tiếng Anh: Carnation Tortrix) là một loài bướm đêm thuộc họ Tortricidae. Nó là loài duy nhất trong chi Cacoecimorpha, được tìm thấy ở châu Âu, Bắc Phi, Nam Phi, Anatolia và Bắc Mỹ.
Sải cánh dài 18–22 mm đối với con cái và 15–17 mm đối với con đực. Con trưởng thành bay từ tháng 5 đến tháng 6 và again từ tháng 8 đến tháng 9 tùy theo địa điểm.

## Hình ảnh

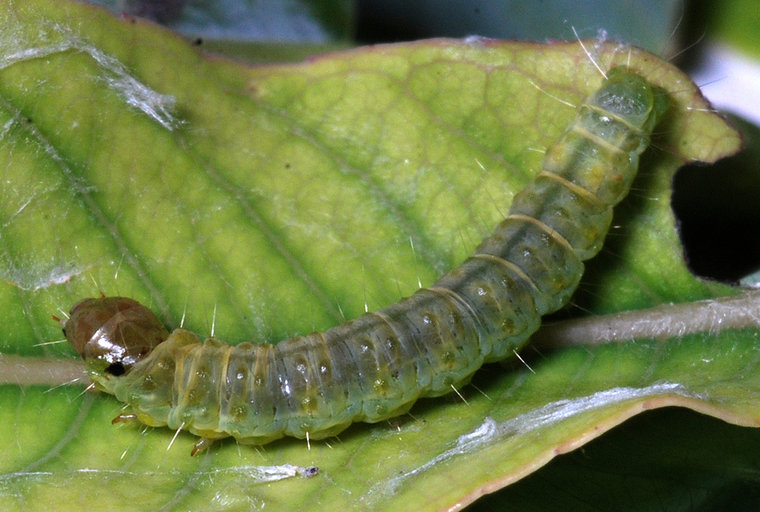
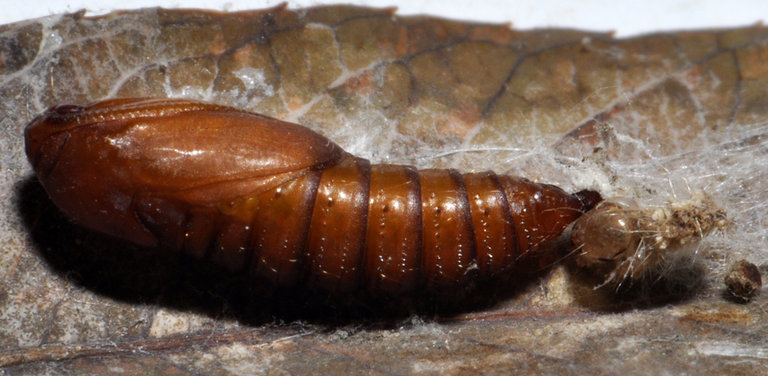